# からっ風
からっ風（空っ風、からっかぜ）とは、主に山を越えて吹きつける下降気流のことを指す。
山を越える際に温度、気圧ともに下がることで空気中の水蒸気が雨や雪となって山に降るため、山を越えてきた風は乾燥した状態となる。
特に群馬県で冬に見られる北西風は「上州のからっ風」として有名で、「赤城おろし」とも呼ばれ、群馬県の名物の一つとも数えられている。また、浜松市などの静岡県西部でも冬に北西風が強まり、「遠州のからっ風」と呼ばれる。

## 影響
- 強風により看板が飛ばされるなどの被害がある。
- フェーン現象により冷え込みが抑えられるため、周辺に比べて降積雪の量が少なくなる。ただし強風による体感温度の低下（ウインドチル（英語版））がある。
- 群馬県尾島町（現太田市）は、大和いもの産地であり1970年代には約280haに及ぶイモ畑が町内に広がっていた。冬場はからっ風で畑の土ぼこりが広範囲に巻き上がり、洗濯物が外で乾せないばかりか、窓や戸の隙間から土ぼこりが侵入して住民が苦労していた[2]。

## 利活用
- 強風を利用して、風力発電などが行われる。
- 乾燥・強風を利用した「天日干し」により農作物や魚などを干物に加工した食品工業が発達する。